# Horvát labdarúgó-szuperkupa
A horvát labdarúgó-szuperkupa (horvátul:Hrvatski nogometni superkup) egy 1992-ben alapított, a Horvát labdarúgó-szövetség által kiírt kupa. Tradicionálisan az új idény első meccsét jelenti, ahol az előző év horvát bajnoka játszik az előző év horvát kupagyőztesével. A legsikeresebb csapat a Dinamo Zagreb és a Hajduk Split gárdája, öt-öt győzelemmel.

## Története
A szuperkupát 1992-ben alapították. Egy mérkőzést rendeznek és amennyiben döntetlen eredmény születik büntetőkkel dől el a kupa sorsa.
Abban az esetben, ha ugyanaz a csapat nyerte a bajnokságot és a kupát is, akkor a szuperkupadöntőt nem rendezik meg.

## Mérkőzések
Az alábbi táblázatban szerepelnek a horvát labdarúgó-szuperkupa összes hagyományos lebonyolítású döntői, 1992-től.
| Kiírás | Bajnok                                                           | Kupagyőztes                                                      | Eredmény                                                         | Helyszín                                                         | Nézőszám                                                         |
| ------ | ---------------------------------------------------------------- | ---------------------------------------------------------------- | ---------------------------------------------------------------- | ---------------------------------------------------------------- | ---------------------------------------------------------------- |
| 1992   | Dinamo Zagreb                                                    | Inter-Zaprešić                                                   | 0–0 (tː 3–1)                                                     | Maksimir Stadion, Zágráb                                         | 10 000                                                           |
| 1993   | Hajduk Split                                                     | Croazia Zagreb                                                   | 4–4 0–0 i.                                                       | Maksimir Stadion, Zágráb Poljud, Split                           | 30 000                                                           |
| 1994   | Hajduk Split                                                     | Croazia Zagreb                                                   | 1–0 0–1 (t: 5–4)                                                 | Poljud, Split Maksimir Stadion, Zágráb                           | 30 000 15 000                                                    |
| 1995   | nem rendezték meg A Hajduk Split lett a bajnok és kupagyőztes.   | nem rendezték meg A Hajduk Split lett a bajnok és kupagyőztes.   | nem rendezték meg A Hajduk Split lett a bajnok és kupagyőztes.   | nem rendezték meg A Hajduk Split lett a bajnok és kupagyőztes.   | nem rendezték meg A Hajduk Split lett a bajnok és kupagyőztes.   |
| 1996   | nem rendezték meg A Croazia Zagreb lett a bajnok és kupagyőztes. | nem rendezték meg A Croazia Zagreb lett a bajnok és kupagyőztes. | nem rendezték meg A Croazia Zagreb lett a bajnok és kupagyőztes. | nem rendezték meg A Croazia Zagreb lett a bajnok és kupagyőztes. | nem rendezték meg A Croazia Zagreb lett a bajnok és kupagyőztes. |
| 1997   | nem rendezték meg A Croazia Zagreb lett a bajnok és kupagyőztes. | nem rendezték meg A Croazia Zagreb lett a bajnok és kupagyőztes. | nem rendezték meg A Croazia Zagreb lett a bajnok és kupagyőztes. | nem rendezték meg A Croazia Zagreb lett a bajnok és kupagyőztes. | nem rendezték meg A Croazia Zagreb lett a bajnok és kupagyőztes. |
| 1998   | nem rendezték meg A Croazia Zagreb lett a bajnok és kupagyőztes. | nem rendezték meg A Croazia Zagreb lett a bajnok és kupagyőztes. | nem rendezték meg A Croazia Zagreb lett a bajnok és kupagyőztes. | nem rendezték meg A Croazia Zagreb lett a bajnok és kupagyőztes. | nem rendezték meg A Croazia Zagreb lett a bajnok és kupagyőztes. |
| 1999   | nem rendezték meg                                                | nem rendezték meg                                                | nem rendezték meg                                                | nem rendezték meg                                                | nem rendezték meg                                                |
| 2000   | nem rendezték meg                                                | nem rendezték meg                                                | nem rendezték meg                                                | nem rendezték meg                                                | nem rendezték meg                                                |
| 2001   | nem rendezték meg                                                | nem rendezték meg                                                | nem rendezték meg                                                | nem rendezték meg                                                | nem rendezték meg                                                |
| 2002   | Dinamo Zagreb                                                    | NK Zagreb                                                        | 3–2                                                              | Maksimir Stadion, Zágráb                                         | 10 000                                                           |
| 2003   | Dinamo Zagreb                                                    | Hajduk Split                                                     | 4–1                                                              | Maksimir Stadion, Zágráb                                         | 7 000                                                            |
| 2004   | Hajduk Split                                                     | Dinamo Zagreb                                                    | 1–0                                                              | Poljud, Split                                                    | 17 000                                                           |
| 2005   | Hajduk Split                                                     | Rijeka                                                           | 1–0                                                              | Poljud, Split                                                    | 18 000                                                           |
| 2006   | Dinamo Zagreb                                                    | Rijeka                                                           | 4–1                                                              | Maksimir Stadion, Zágráb                                         | 15 000                                                           |
| 2007   | nem rendezték meg A Dinamo Zagreb lett a bajnok és kupagyőztes.  | nem rendezték meg A Dinamo Zagreb lett a bajnok és kupagyőztes.  | nem rendezték meg A Dinamo Zagreb lett a bajnok és kupagyőztes.  | nem rendezték meg A Dinamo Zagreb lett a bajnok és kupagyőztes.  | nem rendezték meg A Dinamo Zagreb lett a bajnok és kupagyőztes.  |
| 2008   | nem rendezték meg A Dinamo Zagreb lett a bajnok és kupagyőztes.  | nem rendezték meg A Dinamo Zagreb lett a bajnok és kupagyőztes.  | nem rendezték meg A Dinamo Zagreb lett a bajnok és kupagyőztes.  | nem rendezték meg A Dinamo Zagreb lett a bajnok és kupagyőztes.  | nem rendezték meg A Dinamo Zagreb lett a bajnok és kupagyőztes.  |
| 2009   | nem rendezték meg A Dinamo Zagreb lett a bajnok és kupagyőztes.  | nem rendezték meg A Dinamo Zagreb lett a bajnok és kupagyőztes.  | nem rendezték meg A Dinamo Zagreb lett a bajnok és kupagyőztes.  | nem rendezték meg A Dinamo Zagreb lett a bajnok és kupagyőztes.  | nem rendezték meg A Dinamo Zagreb lett a bajnok és kupagyőztes.  |
| 2010   | Dinamo Zagreb                                                    | Hajduk Split                                                     | 1–0                                                              | Maksimir Stadion, Zágráb                                         | 8 000                                                            |
| 2011   | nem rendezték meg A Dinamo Zagreb lett a bajnok és kupagyőztes.  | nem rendezték meg A Dinamo Zagreb lett a bajnok és kupagyőztes.  | nem rendezték meg A Dinamo Zagreb lett a bajnok és kupagyőztes.  | nem rendezték meg A Dinamo Zagreb lett a bajnok és kupagyőztes.  | nem rendezték meg A Dinamo Zagreb lett a bajnok és kupagyőztes.  |
| 2012   | nem rendezték meg A Dinamo Zagreb lett a bajnok és kupagyőztes.  | nem rendezték meg A Dinamo Zagreb lett a bajnok és kupagyőztes.  | nem rendezték meg A Dinamo Zagreb lett a bajnok és kupagyőztes.  | nem rendezték meg A Dinamo Zagreb lett a bajnok és kupagyőztes.  | nem rendezték meg A Dinamo Zagreb lett a bajnok és kupagyőztes.  |
| 2013   | Dinamo Zagreb                                                    | Hajduk Split                                                     | 1–1 (t: 4–1)                                                     | Maksimir Stadion, Zágráb                                         | 12 000                                                           |
| 2014   | Rijeka                                                           | Dinamo Zagreb                                                    | 2–1                                                              | Stadion Kantrida, Fiume                                          | 8 000                                                            |
| 2015   |                                                                  |                                                                  | –                                                                |                                                                  |                                                                  |

## Statisztika

### Győzelmek száma klubonként
| Csapat         | Győztes                          | Döntős                     |
| -------------- | -------------------------------- | -------------------------- |
| Dinamo Zagreb  | 5 (2002, 2003, 2006, 2010, 2013) | 4 (1993, 1994, 2004, 2014) |
| Hajduk Split   | 5 (1992, 1993, 1995, 2004, 2005) | 3 (2003, 2010, 2013)       |
| Rijeka         | 1 (2014)                         | 2 (2005, 2006)             |
| Inter-Zaprešić |                                  | 1 (1992)                   |
| NK Zagreb      |                                  | 1 (2002)                   |